# Ferrovia Bandeirantes S/A
Ferrovias Bandeirantes S/A (ou simplesmente Ferroban), foi uma empresa de transição que arrematou a Malha Paulista da Rede Ferroviária Federal em 1998, em processo de privatização, após a transferência da FEPASA pelo Estado de São Paulo para a Rede Ferroviária Federal. 

## História
Em 10 de novembro de 1998, ocorreu o leilão de privatização da Malha Paulista da Rede Ferroviária Federal (RFFSA), que foi arrematada por R$ 245 milhões.
O consórcio vencedor foi composto pelaː Ferropasa – Ferronorte Participações S.A. (36,0%), Vale do Rio Doce (17,0%), Shearer Empreendimentos e Participações (14,0%), Fundos de Pensão (Previ/Funcef) (12,0%), Chase Latin American Equity Associates (4,0%) e outros (17,0%).
Foram adquiridos 4.186 km, das quais 1.463 km em bitola larga, 2.427 km em bitola métrica e 296 km em bitola mista. A malha possui ligações aos portos marítimos de Santos, COSIPA, e de portos fluviais nos rios Tietê e Paraná.
A Malha Paulista (ex-Fepasa) da Rede Ferroviária Federal, sofreu duas cisões posteriormente: os trechos de Iperó a Apiaí e Rubião Júnior a Presidente Epitácio, ficaram sob o controle da América Latina Logística (ALL) em 2001 e o trecho de Valefértil/Uberaba (MG) e Boa Vista (SP) ficou sob o controle da Ferrovia Centro-Atlântica (FCA), pertencente à Vale, que deixou o quadro de acionistas da Ferrovia Bandeirantes, em 2002.
Em 2002 foi fundida com a Ferronorte S/A (Ferronorte) e a Ferrovia Novoeste S/A, formando o Grupo Brasil Ferrovias S/A.
Em 2005, foi cindido do grupo a Novoeste, que passou a ser denominado Nova Novoeste; nesta cisão o trecho de Mairinque a Bauru passou a fazer parte da Nova Novoeste.
Em 2006 os controladores da Brasil Ferrovias e da Novoeste Brasil trocaram suas ações com os controladores da ALL e estas passaram a fazer parte do Grupo América Latina Logística.